# Mandasuchus tanyauchen
Mandasuchus (il cui nome significa "coccodrillo di Manda") è un genere estinto di archosauromorfo loricato vissuto nel Triassico medio, circa 243-242 milioni di anni fa (Anisico-Ladinico), in quella che oggi è la Formazione Manda, in Tanzania. Il genere contiene una singola specie, ossia M. tanyauchen.

## Descrizione
Mandasuchus era un animale di grosse dimensioni e poteva raggiungere i 4,75 metri (15,5 piedi) di lunghezza. Possedeva una grossa testa armata di denti aguzzi e ricurvi, zampe forti che sorreggevano un corpo ben sollevato dal terreno e una lunga coda. I fossili attribuiti a Mandasuchus comprendono gran parte dello scheletro postcranico e parti del cranio, sufficienti a ricostruire parzialmente l'animale. L'olotipo consiste in uno scheletro postcranico ben conservato e in un cranio frammentario, ma successivamente sono stati ascritti altri quattro esemplari, comprendenti principalmente materiale postcranico ma anche una mascella attribuita precedentemente a un dinosauro saurischio; sono stati rinvenuti anche un astragalo e un calcagno probabilmente appartenenti all'olotipo. Mandasuchus si distingue da altri arcosauri simili (i cosiddetti "rauisuchi") per una combinazione di caratteristiche, che includono probabilmente due autapomorfie: il processo ascendente della mascella è sottile e compresso, e il femore è dotato di una fossa laterale vicina al tubero posteromediale.

## Storia tassonomica
Il nome Mandasuchus venne usato per la prima in una tesi di dottorato del 1957, di Alan J. Charig dell'Università di Cambridge, insieme a Teleocrater, un archosauro nominato formalmente nel 2017. Sono stati ritrovati diversi esemplari ben conservati, sebbene questi esemplari conservassero poco materiale cranico.
La famiglia Prestosuchidae fu eretta nel 1967 da Alfred Romer per includere Mandasuchus e altri tre generi di rauisuchi già formalmente descritti. Charig e due coautori suggerirono, in uno studio del 1965 sui saurischi, che Mandasuchus potesse essere un possibile antenato dei prosauropodi, senza però dare spiegazioni su tale classificazione. Nel suo studio del 1993 sulla filogenesi dei Crocodylotarsi, J. Michael Parrish suggerì che Mandasuchus facesse parte dello stesso genere del prestosuchide Ticinosuchus ferox, a causa dell'estrema somiglianza di alcune ossa postcraniali omologhe. Tuttavia, ciò non poteva essere determinato fino alla descrizione ufficiale dei vari esemplari. Tuttavia, quando Mandasuchus fu formalmente descritto nel 2018, venne classificato come un loricato, più basale di Prestosuchus.